# Nerčinskij Zavod
Nerčinskij Zavod (in russo Нерчинский Завод?) è un villaggio della Russia, centro amministrativo del distretto Nerčinsko-Zavodskij del Territorio della Transbajkalia. Centro minerario (oro e argento) fino al 1853.
Il villaggio si trova 658 km a est-sud-est di Čita.